# Faluga Racing
Faluga Racing és una empresa catalana dedicada al kàrting amb seu a Terrassa. Creada el 1988 per Melcior Barrera (antic campió d'Espanya júnior de l'especialitat), l'entitat començà com a escuderia de competició i aviat assolí els primers èxits als Campionats d'Espanya, culminats amb el Campionat d'Europa guanyat per Jordi Surrallés el 1991. El 1997, l'escuderia es convertí en empresa dedicada a tota mena de serveis dins el kàrting, destacant especialment en la preparació de motors. Pilots com ara Nick Heidfeld, Giancarlo Fisichella o Marc Gené pilotaren karts Faluga abans de passar a la Fórmula 1.